# Chuveiro elétrico

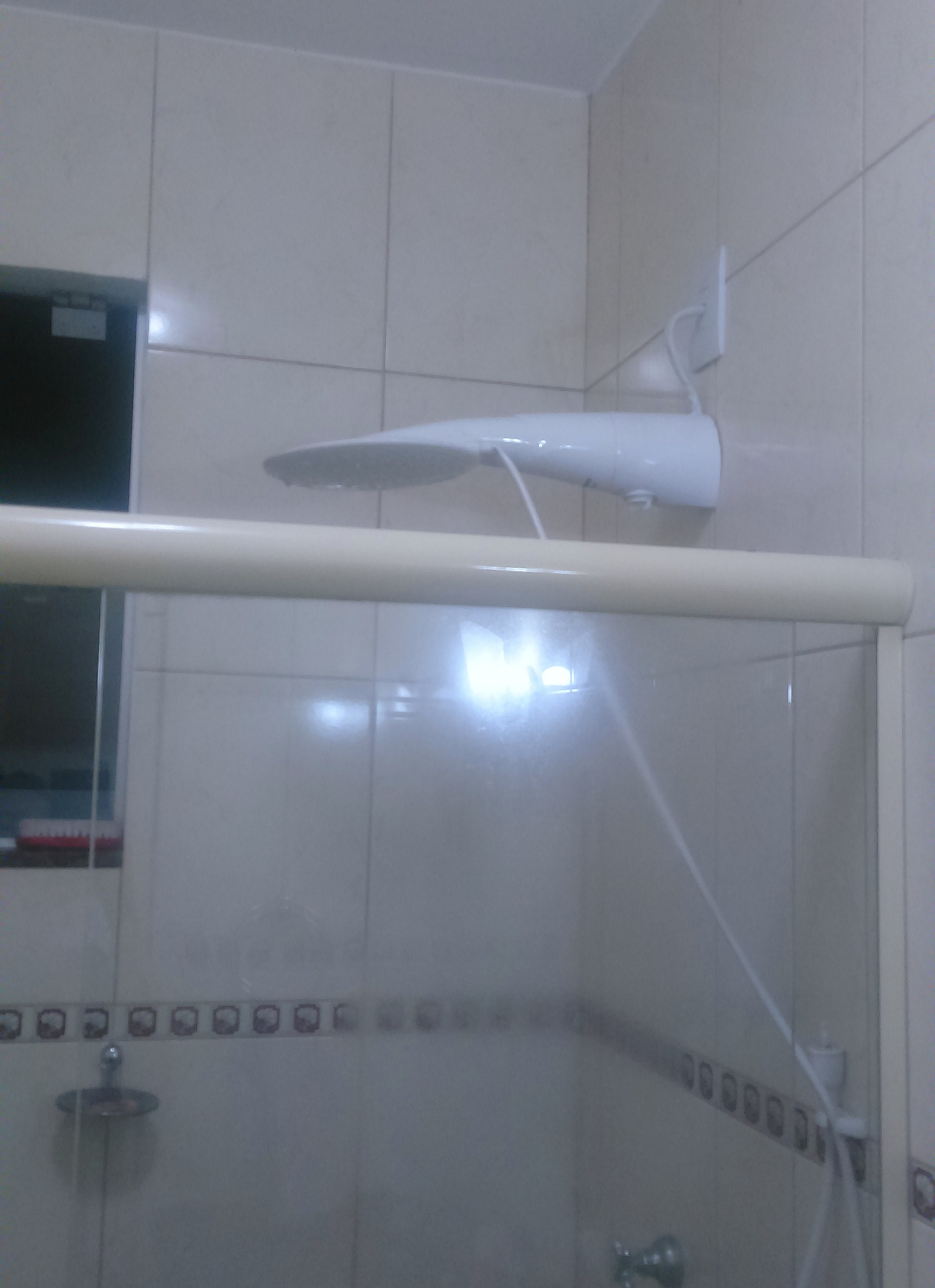
Com o tempo, o chuveiro elétrico foi aprimorado. Hoje, todos são automáticos. O aterramento, chaves e fiações dedicadas, dispositivos como o IDR (Proteção à Corrente Diferencial Residual) somados a já comprovada economia de água e ao aquecimento instantâneo, garantiram ao chuveiro elétrico brasileiro absoluta segurança e popularização por toda a América Latina

O chuveiro elétrico foi desenvolvido no Brasil em meados da década de 30. Visava adotar a energia elétrica como fonte principal de calor, uma vez que redes de gás eram praticamente inexistentes nas grandes cidades. Com a rápida urbanização assistida no Brasil desde então, esta solução foi sendo a principal adotada, embora convivesse com outras formas de aquecimento da água.
De concepção bastante simples, o chuveiro elétrico era constituído de um elemento de aquecimento (resistor), chamado de "resistência" no Brasil; feito de um fio espiralado composto de metais com alto ponto de fusão, como o níquel, o cromo ou uma liga dos dois metais, que ao aquecer, esquenta imediatamente a água, além do espalhador com inúmeros orifícios, sempre parecido com os tradicionais chuveiros. Durante o período da Segunda Guerra Mundial, com a escassez de níquel, utilizou-se também um sistema alternativo, composto por uma série de pequenas placas de aço inoxidável alternadas entre os pólos da rede elétrica que atuavam como eletrodos de aquecimento no interior do chuveiro, onde a própria água que o abastecia gerava resistência elétrica, aquecendo-se. Porém este sistema era instável, conforme o teor de minerais e cloro na água, podia levar ao curto-circuito bem como a grande quantidade de potência reativa gerada nos eletrodos prejudicava os medidores de energia e os transformadores.
Os primeiros chuveiros elétricos eram perigosos, pois havia negligência por parte de fabricantes e instaladores quanto à isolação eficaz de condutores elétricos, elementos energizados e a carcaça metálica do aparelho, ocasionando choques elétricos. O fenômeno eletrolítico gerado na água pela resistência elétrica e a carcaça de chuveiros metálicos também produzia pequenos choques e formigamentos ao tocar no registro de água. Estes chuveiros elétricos necessitavam de uma chave corta-circuito para ligar/desligar a energia elétrica, tornando o uso do chuveiro perigoso. No início dos anos 40 uma empresa situada no bairro do Belém, zona leste da cidade de São Paulo, chamada FAME (Fábrica de Aparelhos e Materiais Elétricos), iniciou suas atividades fazendo ferros de solda, torneiras elétricas e chuveiros elétricos, entre eles, alguns modelos onde a câmara de aquecimento era de vidro, o que reduzia o risco de choques elétricos durante o banho.
Em 1940, a empresa Sintex, também situada na capital paulista, inventou um chuveiro mais seguro, com uma alavanca para abrir o fluxo de água e acionar a resistência elétrica. Neste sistema, a alavanca acionava um registro de água e também uma chave corta-circuito. Movendo-se a alavanca, abria-se o fluxo de água, estando a água corrente, o próximo estágio do curso da alavanca fechava o circuito elétrico, acionando a resistência. Este chuveiro foi a base para todos os chuveiros elétricos fabricados ao longo da década de 40 e início da década de 50.
Em meados dos anos 40, em Jaú-SP, Francisco Canhos desenvolveu o primeiro chuveiro completamente automático, que se ligava automaticamente ao abrir o registro de água. Este sistema dotava o chuveiro elétrico de um diafragma de borracha, onde contatos e uma resistência eram fixados. Ao circular a água pelo aparelho, a pressão inflava o diafragma, aproximando os contatos da resistência aos contatos energizados situados em um cabeçote no aparelho, fechando o circuito elétrico. Este chuveiro também possuía duas resistências, sendo uma de baixa potência e outra de alta potência de aquecimento, de onde a combinação de funcionamento delas proporcionava várias temperaturas da água do banho. Este sistema é a base de praticamente todos os chuveiros elétricos desenvolvidos posteriormente até hoje. Outra empresa fabricante de materiais elétricos situada na cidade de São Paulo, a Lorenzetti, desenvolveu em 1955 um chuveiro com sistema dotado de um pistão interno que movia-se com a passagem da água pelo aparelho, fechando ou abrindo o circuito elétrico da resistência também através da passagem de água.
Graças à extensa propaganda feita pelos fabricantes e os altos custos com canalizações de gás, o chuveiro elétrico passou a ser um eletrodoméstico muito popular no Brasil e é utilizado por quase toda a população. De seu projeto, derivaram outros aparelhos semelhantes, como aquecedores para pias e lavatórios e a "torneira elétrica", que basicamente consiste em um chuveiro elétrico dotado de um bico de saída d’água e registro de passagem.
A popularização do plástico ao longo dos anos 60 e 70 também alcançou a fabricação de novos chuveiros mais seguros. Em 1970 a empresa Corona lançou o primeiro chuveiro inteiramente feito em plásticos como o polipropileno, nylon e baquelita, seguido por outros fabricantes nos anos seguintes. Esses chuveiros foram apelidados de "Super Ducha" e eram aparelhos de menor custo frente aos chuveiros metálicos, normalmente feitos de latão ou bronze com acabamento cromado. Além das cores e maior liberdade de criação no design, o plástico também proporcionou melhor isolamento elétrico em relação aos chuveiros metálicos, uma vez que raramente eram aterrados como recomendavam os fabricantes.
A adoção de resistências blindadas, novas normas de aterramento e instalação elétrica no final dos anos 80 também contribuíram para que os chuveiros elétricos tornassem aparelhos mais seguros. Hoje é tão seguro utilizar um chuveiro quanto um secador de cabelos ou um liquidificador, desde que tomados os devidos cuidados que um aparelho elétrico qualquer exige.
A desvantagem dos chuveiros elétricos está na sua baixa eficiência energética, especialmente quando comparada aos sistemas por aquecimento solar. A eficiência do sistema de aquecimento de água é de suma importância pois, independentemente do sistema utilizado, aquecer água é um processo que requer grande quantidade de energia devido ao alto calor específico da água.  A grande quantidade de energia necessária para o aquecimento de água pode ser melhor compreendida pela comparação da potência do chuveiro elétrico com outros eletrodomésticos considerados de grande consumo, como aquecedores de ambiente, ferros de passar roupas, fornos elétricos ou secadores de cabelo. Em suas potências máximas, tais equipamentos consomem em média 1500 watts em 120 ou 127 volts; e até 2500 watts em 220 volts. Um chuveiro elétrico, em sua potência mínima, consome entre 2500 e 3200 watts, em suas máximas potências, chegam a consumir 5500 watts em 127 volts e até 7500 watts em 220 volts. O alto consumo de energia em chuveiros elétricos é agravado pela duração do banho diário de um brasileiro. Fabricantes e órgãos ambientais recomendam banhos de até 10 minutos, porém normalmente ele se estende por 20 ou 30 minutos, contando o fato que é muito comum se tomar mais de um banho diário em algumas regiões do país.
A vantagem dos chuveiros elétricos é que o consumo de água é menor que nas duchas de aquecimento a gás, pois exigem volume ligeiramente menor de água para funcionarem comparado às duchas de aquecimento central ou caldeira, onde a tendência do usuário é a de aumentar ainda mais o volume de água no banho. Em relação aos aquecedores centrais, os chuveiros elétricos também levam vantagem quanto à rapidez com que a água esquenta, enquanto muita água é desperdiçada até a água quente chegar à ducha e que se obtenha a temperatura desejada, ela esquenta em segundos após abrir o registro d’água nos chuveiros elétricos, economizando muito no saldo mensal de consumo de água. Aliado ao fato de que no Brasil o principal sistema de obtenção de energia é por hidrelétricas, uma fonte limpa em relação à queima de oxigênio com o gás.
Outro ponto a favor dos chuveiros elétricos é que a maior parte do território brasileiro possui clima quente em todo o ano, contribuindo para o baixo consumo de energia elétrica com chuveiros. Nos estados situados mais ao sul do país é que são encontrados chuveiros de maior potência devido às baixas temperaturas da região. No entanto, no final dos anos 90 duas empresas do Estado de Santa Catarina, Thermosystem e Zagonel, desenvolveram vários modelos de chuveiros populares com 05 a 08 níveis de temperaturas, os quais possibilitaram uma redução significativa do consumo anual de energia elétrica nos estados de clima mais frio, uma vez que a potência máxima se faz necessária apenas em algumas semanas dos meses mais frios. Em países onde a temperatura no inverno oscila entre 0 °C e -2 °C, um chuveiro elétrico, instalado de acordo com as recomendações dos fabricantes, é capaz de aquecer a água o bastante para um banho confortável, principalmente as versões em 220V, tensão para a qual há opções de aparelhos mais potentes do que em 127V.
Atualmente, são encontradas no Brasil diversas marcas, cada qual com vários modelos diferentes de chuveiros elétricos. Cerca de 65 países importam chuveiros elétricos e alguns já possuem fabricantes locais, como Colômbia, Reino Unido, Venezuela e México. Empresas brasileiras também apresentaram em feiras de eletrodomésticos chinesas o aparelho como alternativa barata de obtenção de água quente, o qual foi recebido com interesse e parcerias com empresas locais foram firmadas. De "vilão" do consumo de energia, o chuveiro elétrico pode ser uma boa alternativa para a economia de água e do gás, principalmente em países onde a energia elétrica custa menos que o abastecimento com gás.